# Cochliobolus perotidis
Cochliobolus perotidis är en svampart som beskrevs av Alcorn 1982. Cochliobolus perotidis ingår i släktet Cochliobolus och familjen Pleosporaceae.   Inga underarter finns listade i Catalogue of Life.